# Torre dell'Argentiera
La Torre dell'Argentiera è una torre costiera situata nel comune di Monte Argentario. La sua ubicazione è nella parte settentrionale del promontorio dell'Argentario, non lontana dall'abitato di Porto Santo Stefano.
(poesia locale)

## Storia

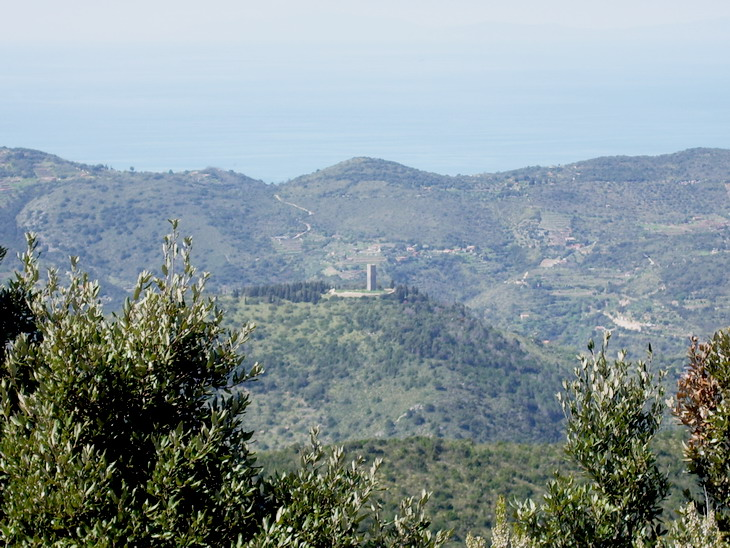
La Torre dell'Argentiera vista dal Monte Telegrafo

La torre fu costruita in epoca medievale quando l'intero territorio era controllato dagli Aldobrandeschi. In quell'epoca l'edificio turriforme si trovava al centro di un'area racchiusa dalle cortine murarie di un fortilizio esterno. Passata successivamente alla Repubblica di Siena venne in larga parte ricostruita nel 1442, pur conservando alcuni degli elementi architettonici preesistenti.
Nella seconda metà del Cinquecento, con il passaggio del Monte Argentario nello Stato dei Presidii, la fortificazione divenne un punto di avvistamento di secondaria importanza nel sistema difensivo del promontorio ideato dagli Spagnoli, tanto che in alcuni documenti e mappe risalenti al Seicento la torre viene spesso definita abbandonata oppure non viene affatto menzionata.
La precoce dismissione della struttura difensiva determinò il lento ma inesorabile degrado a cui andò incontro l'intero complesso, determinando l'inevitabile perdita del fortilizio esterno nel corso del tempo; attualmente, la struttura architettonica militare è di proprietà comunale.

## Descrizione
La Torre dell'Argentiera si presenta a sezione quadrangolare, priva di basamento a scarpa, con spesse strutture murarie rivestite in pietra calcarea ove si aprono alcune feritoie ad altezze diverse; sul lato settentrionale si trovava la porta d'ingresso alla torre che risultava raggiungibile attraverso una perduta rampa di scale esterna che culminava quasi certamente con un ponte levatoio. La porta di accesso, di forma rettangolare architravata, culmina con un pregevole arco a tutto sesto di chiare origini medievali. Nel complesso, la torre si articola su tre livelli.
La parte sommitale, rimasta priva di coronamento a causa del lungo degrado, presentava originariamente una merlatura sommitale che delimitava la terrazza dalla quale le sentinelle svolgevano le loro funzioni di avvistamento e di emissione di segnali luminosi in caso di pericolo, per poter comunicare con le altre torri dell'area.
L'edificio turriforme è situato al centro di un'area circolare delimitata dai resti delle cortine murarie dell'antico fortilizio esterno di epoca medievale.